# チャン・フン
チャン・フン （朝: 장 훈、1975年5月4日 - ）は大韓民国の映画監督。
『映画は映画だ』(2008年)、 『義兄弟 SECRET REUNION』(2010年)、 『高地戦』(2011年)、『タクシー運転手 約束は海を越えて』(2017年) などの作品を手がけた。

## 経歴
チャンは、チャン・チョルスやチョン・ジェホンとともに、キム・ギドク監督のもと助監督として監督としてのスキルを磨いた。チャンの監督デビュー作は2008年の『映画は映画だ』であり、脚本も手がけた。俳優志望のギャングと自身をギャング並に強靭であると信じて疑わない俳優が共に描かれている。この作品はキムの作品と比較するとむしろ商業主義的であった。低予算のインディーズ・フィルムにもかかわらず、2人の主演俳優ソ・ジソブとカン・ジファンの力により、100万人以上を動員し予算の10倍の利益を上げた。
チャンの監督2作目『義兄弟 SECRET REUNION』(2010年)は監督の大衆的感覚のおかげでより一層成功したといえる。 韓国と北朝鮮の諜報員 (ソン・ガンホとカン・ドンウォンが演じた) がスパイ活動のため互いに接近するものの、思いもよらず友情を築いてしまう様を描く。 550万枚を超えるチケットを販売し、その年の韓国映画としては2番目の興行成績を上げた。
3作目の『高地戦』は2011年の大作シーズンに封切りされた大規模な戦争映画である。 コ・スとシン・ハギュンが主演を演じ、朝鮮戦争60周年を記念して製作された多数の映画やTVドラマの中で、最も好評を博した。一見するとミステリーもののようにも見えるが、物語は名も無き丘を攻略しようと無意味な犠牲を払う南北朝鮮の兵士たちを中心に進行していく。  第84回アカデミー賞外国語映画賞の韓国代表作に選出されたが、最終選考で落選した。
かつてのメンターであるキム・ギドク監督が2011年にセルフ・ドキュメンタリー作品『アリラン』を公開すると、チャンは論争の的となった。『アリラン』は第64回カンヌ国際映画祭である視点賞を受賞したのだが、その作中でチャンがショーボックス・メディアプレックスと契約を結んだことについて「裏切り者」として明確に批判していたのだ。 これに関連してチャンは次のようにコメントした。「キム監督がアリランという作品を通して慰めが得られることを願うばかりだ。監督は偉大な先達であり、私は今も彼を非常に尊敬している。弟子としてただただ残念に思う。」
2012年には、チャンはカン・ヒョンチョル、イ・ジェヨンらとともに、Samsung Galaxy Noteのプロダクトプレイスメント用にハ・ジョンウ主演の短編映画『Cine Note』を製作した。
2017年公開の光州事件を描いた作品『タクシー運転手 約束は海を越えて』は、韓国国内で1200万人を動員する大ヒットとなった。

## 作品
- サマリア (사마리아) - 2004年、助監督[16]
- Love, So Divine（英語版） (신부수업) - 2004年、助監督[4]
- うつせみ (빈집) - 2004年、助監督[4]
- 弓 (활) - 2005年、助監督、編集[4]
- 絶対の愛 (시간) - 2006年、助監督、編集[4]
- 映画は映画だ (영화는 영화다) - 2008年、監督、脚本
- 義兄弟 SECRET REUNION - 2010年、監督、脚本
- 高地戦 (고지전) - 2011年、監督
- Cine Note (시네 노트) "Lost Number" (短編作品) - 2012年、監督
- タクシー運転手 約束は海を越えて (택시 운전사) - 2017年、監督